# Isenthal
Isenthal est une commune suisse du canton d'Uri.

## Géographie
Selon l'Office fédéral de la statistique, Isenthal mesure 60,99 km2.

## Démographie
Selon l'Office fédéral de la statistique, Isenthal compte 534 habitants en 2008. Sa densité de population atteint 8 hab./km2.
Le graphique suivant résume l'évolution de la population d'Isenthal entre 1850 et 2008 :